# The Yellow Ticket (opera teatrale)
The Yellow Ticket è un dramma scritto da Michael Morton.
Lo spettacolo fu una produzione di A. H. Woods. Debuttò a Broadway il 20 gennaio 1914 con protagonisti Florence Reed e John Barrymore, restando in scena con grande successo fino al giugno di quell'anno per un totale di 183 rappresentazioni.

## Trama
Una ragazza ebrea, Marya Varenka, per visitare il padre malato a St. Petersburg, superando le restrizioni di movimento che si applicano in Russia agli ebrei, non ha altra scelta che richiedere il "passaporto giallo", che la qualifica però come prostituta. Il capo della polizia segreta, Baron Stepan Audrey, cerca di approfittarsi di lei ma la ragazza per difendersi lo uccide. Un giovane reporter americano, Julian Rolfe, di lei innamorato, cerca di intervenire in suo favore. Entrambi sono condannati alla deportazione in Siberia. Solo l'intervento dell'ambasciatore americano li salva da questo destino.

## Il cast alla prima di Broadway (20 gennaio 1914)
- John Barrymore: Julian Rolfe
- Emmett Corrigan: Monsieur Zoubatoff
- A. C. P. Evans: Vassellevitch
- Macy Harlam: Petrov Paviak
- Elaine Inescort: Marjory Seaton
- Julian L'Estrange: Count Nikolai Rostov
- Harry Lillford: Boglosky
- John Mason: Baron Stepan Audrey
- Florence Reed: Marya Varenka
- David Torrence: John Seaton
- Michael Wilens: Peter

## Adattamenti

### Letteratura
- The Yellow Ticket, romanzo di Victoria Morton (1914)

### Cinema
- The Yellow Passport, regia di Edwin August (1916)
- La tessera gialla (Der gelbe Schein), regia di Eugen Illés, Victor Janson e Paul Ludwig Stein (1918)
- The Yellow Ticket, regia di William Parke (1918)
- Il passaporto giallo (The Yellow Ticket), regia di Raoul Walsh (1931)